# النفور (فلم)
النفور (بالإنجليزية: Repulsion) فيلم رعب نفسي بريطاني لعام 1965، من إخراج رومان بولانسكي (المخرج البولندي العالمي)، ويستند إلى قصة بولانسكي وجيرارد براش، بطولة النجوم كاثرين دينوف وإيان هندري وجون فريزر وباتريك ويمارك وإيفون فورنو. الشخصية الرئيسية في الفيلم هي كارول (كاترين دينوف) وهي امرأة جميلة لكنها منعزلة، تجد الرجال والعلاقات الجنسية مثيرة للإشمئزاز. تقضي أجازة في شقة بمفردها، وتصبح أكثر عزلة ومنفصلة نفسيًا عن الواقع. يركز الفيلم على وجهة نظر كارول وهلوساتها الحية وكوابيسها عندما تتعامل مع الرجال ورغباتهم. تم تصوير الفيلم في لندن، وهو أول فيلم لبولانسكي باللغة الإنجليزية وثاني فيلم روائي طويل بعد فيلم «سكين في الماء Knife in the Water» عام 1962.
ظهر الفيلم لأول مرة في مهرجان كان السينمائي عام 1965 قبل أن يصدر في دور العرض. أشاد النقاد بالفيلم، ويعتبر حاليًا أحد أعظم أعمال بولانسكي. ترشح الفيلم لجائزة الأكاديمية البريطانية لفنون السينما والتلفزيون للتصوير السينمائي لمدير التصوير «جيلبرت تايلور».

## طاقم التمثيل
- كاترين دونوف: في دور كارول ليدوكس
- إيان هندري: في دور مايكل
- جون فريزر: في دور كولين
- إيفون فورنو: في دور هيلين ليدو
- باتريك ويمارك: في دور المالك
- رينيه هيوستن: في دور ملكة جمال بالتش[16]
- فاليري تايلور: في دور السيدة دينيس
- جيمس فيليرز: في دور جون
- هيلين فريزر: في دور بريدجيت
- هيو فيشر: في دور ريجي
- مونيكا ميرلين: في دور السيدة رندلشام
- ايموجين جراهام: في دور إختصاصي تجميل الأظافر
- مايك برات: في دور عامل[17]

## أحداث الفيلم
تعيش كارول ليدوكس، خبيرة تجميل الأظافر البلجيكية الجميلة، في لندن مع شقيقتها الكبيرة هيلين كارول منفصلة بشكل ملحوظ وتعاني من الآخرين في تعاملاتها اليومية. الشاب كولن هو خطيب كارول، وهو مفتون بها ويقوم بمحاولات حثيثة للتقرب منها، لكن كارول تبدو غير مهتمة، وعندما تكون في المنزل، تستمتع بالنظر من النافذة لرؤية مجموعة من الراهبات خارج كنيستهن يلعبن كرة القدم. كارول منزعجة من علاقة أختها برجل يدعى مايكل، ويبدو أنها لا تحبه، وتتضايق من عادته في ترك شفرة الحلاقة وفرشاة الأسنان بإهمال في الحمام، لا تستطيع كارول النوم في الليل. كما إنها تلاقي مضايقات مستمرة من المالك لدفع الإيجار. يصطحبها كولن إلى منزلها ويحاول تقبيلها عدة مرات، لكنها تبتعد عنه وتهرول إلى الطابق العلوي وتنظف أسنانها بقوة قبل أن تبكي. تطلب كارول من شقيقتها هلين التخلص من متعلقات صديقها مايكل.
تصبح كارول بعيدة بشكل متزايد عن الآخرين وخصوصا في صالون التجميل حيث تعمل، هي بالكاد تتحدث مع زملائها في العمل وأيضا مع العملاء، يلاحظ رئيسها في العمل إجهادهل ويطلب منها الذهاب للمنزل وأخذ قسطًا من الراحة. بعد مغادرة هيلين ومايكل إلى إيطاليا في عطلة، تُترك كارول وحيدة في الشقة. تتناول كارول طعام العشاء. ويلفت إنتباهها متعلقات مايكل المتناثرة، بما في ذلك قطع مستعملة من ملابسه تشمها وتجعلها تتقيأ. تقرر أن ترتدي إحدى فساتين أختها، وترى شخصية داكنة في المرآة، في تلك الليلة، تسمع خطى خارج غرفة نومها.
تبدأ عزلتها في التأثير عليها بشكل أكبر، وفي صباح أحد الأيام، تسرع خارجة من الحمام تاركة الماء يجري، مما يتسبب في فيضانه. تحكم إغلاق غرفتها وتسمع خطى مرة أخرى، هذه المرة، تهلوس أن الرجل إقتحم غرفتها وإغتصبها. تستيقظ في الردهة على مكالمة هاتفية من كولن لكنها تنهي المكالمة قبل أن يسمع صوتها. تغيب كارول عن العمل ثلاثة أيام، وعندما تعود وأثناء قيامها بتقليم الأظافر، تطعن العميلة في إصبعها ويتم إرسالها إلى المنزل مبكرًا. تنظر إلى صورة عائلية قديمة وتشاهد الجدار يتحطم خلف الصورة مثل المرآة. تستمر في تجاهل كولين بإستمرار، وعندما يطرق بابها، ترفض فتح الباب فيقتحمه ويعلن حبه لها، وترد بضربه بالهراوة حتى الموت. تنظف الدم وتضع الجثة في حوض الاستحمام، وفي فراشها تمر بنفس هلوسة الإغتصاب. تستيقظ في الصباح التالي وهي عارية وترقد على الأرض. تسير في الردهة المظلمة حيث تظهر أيدي من الجدران تمسك بها. يتصل مايكل الغاضب بحثًا عن هيلين، وتقوم كارول بقطع سلك الهاتف. يأتي مالك البيت يطلب تسديد الإيجار، ويشعر بالإشمئزاز من حالة البيت، كما يعرض عليها نسيان الإيجار، ومع حركة من المالك تظنها كارول حركة عدوانية، تقوم بمهاجمته بشفرة مايكل حتى يسقط ميتًا، وتغوص هي في أعماق هلوستها مرة أخرى.
تصل هيلين ومايكل إلى المنزل، وتحس هيلين بالفزع من حالة المكان، ويعثر مايكل على جثة كولين في الحمام، بينما تعثر هيلين على كارول تحت سريرها في حالة تشنج. يتوافد الجيران بينما يأخذها مايكل ويحملها مبتسمًا. المشهد الأخير يدور حول العناصر الموجودة في الشقة، مستقرًا على صورة عائلية تظهر كارول عندما كانت طفلة، وهي تحدق بهدوء في رجل أكبر سنًا يمكننا افتراض أإه والدها، بينما يبتسم الآخرون في الصورة للكاميرا.

## الإنتاج
كان المخرج رومان بولانسكي يمر بتغير جذري في حياته. كان قد قرر عدم العودة إلى بولندا الشيوعية، ولا إلى مسقط رأسه في باريس، وقرر أخيرًا الانتقال إلى لندن. قال بولانسكي: «جائتني فكرة فيلم» النفور«في لندن. لقد غمرني فجأة العالم الأنجلو ساكسوني: اللغة والأشياء والمجموعات والأشخاص. لقد كان جديدًا بالنسبة لي وقد ألهمني بشكل كبير».
قصة الفيلم إبتكرها بولانسكي وجيرارد براش، الذي كتب الخطوط العريضة للسيناريو في باريس. كانوا قد خططوا في الأصل لعمل فيلم آخر، لكن شركة الإنتاج أرادت صنع شيء يمكن أن يكون تجاريًا، وهكذا تمت كتابة سيناريو فيلم رعب عن جنون الإرتياب النفسي من الرجال. وفقًا لبولانسكي، تم تصوير الفيلم بميزانية متواضعة قدرها 65000 جنيه إسترليني. حاول بولانسكي والمنتج جين جوتوفسكي الإتفاق مع شركة بارامونت، ولكنها رفضت الفيلم، كما رفضته شركة أفلام بريتش لايون، وفي النهاية، وقع بولانسكي وجوتوفسكي عقدًا مع شركة كومبتون بيكتشرز، وهي شركة توزيع صغيرة كانت معروفة أساسًا بتوزيعها للأفلام الإباحية Softcore pornography. كان الفيلم تحديًا، حيث لم يكن رومان بولانسكي يعرف لندن جيدًا، وكان بالكاد يتحدث الإنجليزية، كما كانت الممثلة الرئيسية فرنسية، لذلك لم يتحدث المخرج ولا الممثلة الإنجليزية. سأل بولانسكي منتجه جين جوتوفسكي أين يعتقد أن هذه الشخصيات ستعيش؟ أجاب «ساوث كنسينجتون»، وكانت هذه المنطقة في النهاية موقع تصوير الفيلم.

## الموضوع والأسلوب
الفيلم غير مألوف لكونه فيلم مرعب يصور أنثى قاتلة، ويستكشف النفور الذي تشعر به بطلة الفيلم حيال النشاط الجنسي البشري بشكل عام ومطاردة الرجال لها بشكل خاص. أظهر بولانسكي تلميحات إلى أن والدها ربما أساء إليها جنسيًا عندما كانت طفلة، وهذا هو أساس عصابها وإنهيارها. لاحظ نقاد آخرون استخدام كارول المتكرر للعناصر المتعلقة بصديق أختها مايكل. يقترب الفيلم أيضًا من موضوع كسر الحدود، حيث ذكرت تامار ماكدونالد أنها رأت كارول ترفض الإلتزام بـ «مسار الأنوثة» المتعارف عليه.
كان التنافر هو الجزء الأول في «ثلاثية الشقق» لبولانسكي، يليه فيلم روزماري بيبي Rosemary's Baby 1968، والمستأجر The Tenant 1976، وكلاهما من أفلام الرعب التي تحدث أيضًا بشكل أساسي داخل المباني السكنية.

## إستقبال الفيلم
قدم الناقد السينمائي بوسلي كروثر من جريدة نيويورك تايمز نقد إيجابي للفيلم قائلًا: «لقد أنجز رومان بولانسكي ضربة قاضية مطلقة لفيلم في خط الرعب النفسي في فيلمه الأول باللغة الإنجليزية». ديف كير الناقد بصحيفة نيويورك تايمز، أشاد بتقنيات الفيلم وموضوعه، قائلاً: «يستخدم بولانسكي حركة الكاميرا البطيئة، وموسيقى تصويرية مؤلفة بعناية من أصوات مشتتة ومتكررة (دقات الساعات، رنين الأجراس، صوت دقات القلب)، وبمجرد أن تحصنت كارول في شقة ضيقة ومظلمة، ظهرت تأثيرات تعبيرية صريحة (شقوق وتمزقات تظهر فجأة عبر الجدران، وأيادي خشنة تخرج من الظلام لتلمسها) لتصوير نوبة انفصام معقولة».
منح موقع الطماطم الفاسدة (لتجميع آراء النقاد) تقدير 95% للفيلم بناء على 64 مقالة نقد، وكان الرأي الجماعي للنقاد يقول: «أول فيلم إنجليزي لرومان بولانسكي يتناول قصة امرأة مصابة بفصام يتطور إلى الجنون، ويجعل الجمهور يشعر برهاب الأماكن المغلقة مثل الشخصية»، وإعتبارًا من يونيو 2019، إحتل الفيلم المرتبة 52 في قائمة أفضل الأفلام حسب موقع الطماطم الفاسدة. منح موقع ميتاكريتك تقدير 91% بناء على ثمان مقالات نقد.

## الجوائز
فاز الفيلم في مهرجان برلين السينمائي الدولي الخامس عشر في عام 1965، بكل من جائزة الاتحاد الدولي للنقاد السينمائيين FIPRESCI Prize، وجائزة برلين الفضية للدب الفضي للجنة التحكيم Silver Berlin Bear-Extraordinary Jury Prize. تم ترشيح الفيلم أيضًا لجائزة الأكاديمية البريطانية لفنون السينما والتلفزيون BAFTA لأفضل تصوير سينمائي بالأبيض والأسود.

## وصلات خارجية
https://www.imdb.com/title/tt0059646/ النفور (فلم)
https://www.rottentomatoes.com/m/repulsion النفور (فلم)
https://www.metacritic.com/movie/repulsion-re-release النفور (فلم)
https://www.rogerebert.com/cast-and-crew/roman-polanski النفور (فلم)